# 恐怖謀人屋
《恐怖謀人屋》（英語：And Then There Were None）是一部1945年的電影，改編自阿加莎·克里斯蒂1939年的同名悬疑小说，由雷内·克萊爾執導。該片在英國以《十個小印第安人》（英語：Ten Little Indians）的名字發行，與克里斯蒂小說的第三版英國書名保持一致。該片由二十世紀福斯製作，由於版權失效，現已進入公有领域。這部電影已被多次重製，並可在網路上免費觀看。

## 剧情
歐文夫婦邀請互不相識的十個人，來到英國德文郡海岸附近的一座小島上。他們在由兩名新僱用的僕人托馬斯·羅傑斯和埃塞爾·羅傑斯看管的豪宅里安頓下來，但他們的主人卻不在。客人们坐下來吃晚餐時，他們注意到了中央裝飾品：十個印第安人雕像。托馬斯放了一張留聲機唱片，其中有一個男人的聲音指控他們所有人謀殺：
- 約翰·曼德雷克將軍爵士命令将他妻子的情人，也是他麾下的一名中尉處死
- 埃米莉·布倫特杀害了她的外甥
- 愛德華·G·阿姆斯特朗医生因醉酒導致一名患者死亡
- 普林斯·尼基塔·斯塔洛夫因超速駕駛撞死了一對夫婦
- 薇拉·克雷索恩殺了她姐姐的未婚夫
- 弗朗西斯·J·昆坎农法官對絞死一名無辜者負有責任
- 菲利普·隆巴德殺害21名南非部落男子
- 威廉·H·布洛爾因作偽證導致一名無辜者死亡
- 托馬斯·羅傑斯和埃塞爾·羅傑斯杀害了他們殘疾的前任雇主

很明顯，這十個人都不认识甚至沒有见過“U·N·歐文”；然後他們意識到這個名字其实代表「未知」（unknown）。他們也無法離開島嶼，因為羅傑斯告訴他們，船要到週一才會返回，而現在才星期五。
斯塔洛夫承認了自己的罪行，然後死於他喝下的毒酒。第二天早上，大家發現羅傑斯太太在睡夢中死去。客人們注意到，在兩人死亡後，一個雕像打破，一個雕像失蹤。兩人的死亡與十個小印第安人的童謠相符，他們在島上尋找“歐文先生”，但沒有找到。曼德雷克將軍被刺死後，法官声称歐文一定是他们其中之一。
他們投票選出他們懷疑的歐文是誰。作為唯一獲得多余一票的人，羅傑斯被迫睡在柴房裡。第二天早上，他們發現他死了，他的頭被斧頭劈開。布倫特小姐隨後死去，她的屍體附近發現了一根皮下注射針。阿姆斯特朗發現他的針不見了，隆巴德的左輪手槍也不見了。
晚餐時，昆坎农、阿姆斯特朗、布洛爾和隆巴德都承認了自己的罪行。當輪到克雷索恩小姐時，她藉口去拿外套，随后其他人聽到她的尖叫聲，便衝上楼去找她。混亂中，只聽一聲槍響。他們發現她被天花板上懸掛的海藻吓得渾身發抖。他們還發現了隆巴德的槍；昆坎农因頭部中彈身亡。
克雷索恩小姐小姐堅稱自己是無辜的，但阿姆斯特朗懷疑她，將她鎖在房間裡。那天晚上，克雷索恩向隆巴德承認其实是她的姐姐殺死了自己的未婚夫，克雷索恩幫助她掩蓋了罪行並顶了她的罪。兩人後來意識到阿姆斯特朗失蹤了。
第二天早上，布洛爾被從樓上掉下來的石头砸死。隆巴德在海灘上看到一具屍體：阿姆斯特朗。克雷索恩小姐拿著隆巴德的槍對著他，確信隆巴德是兇手。他告訴她，他的真名其实是查爾斯·莫利，真正的隆巴德是他的朋友，已经自殺。莫利靈光一現，让她開槍射他。
克雷索恩小姐開槍，莫利倒下。她回到客廳，面前掛著一個絞索，还發現了歐文是誰：昆坎农法官，他還活著。法官告訴她，他一生都在尋找完美的正義。在得知自己身患絕症後，他制定了這個計畫。他說服阿姆斯特朗幫助他偽造自己（昆坎农）的死亡，谎称是為了幫助抓住歐文，然後謀殺了阿姆斯特朗。他告訴她，她要么上吊自殺，要么被送上絞刑架（因为只剩下她是唯一可能的肇事者）。他喝下了有毒的威士忌，而这时莫利出現在他身後，還活著，因為克雷索恩故意沒有射中他。昆坎农死後，船隻抵達，莫利和克雷索恩小姐離去。

## 演员
演員陣容包括：

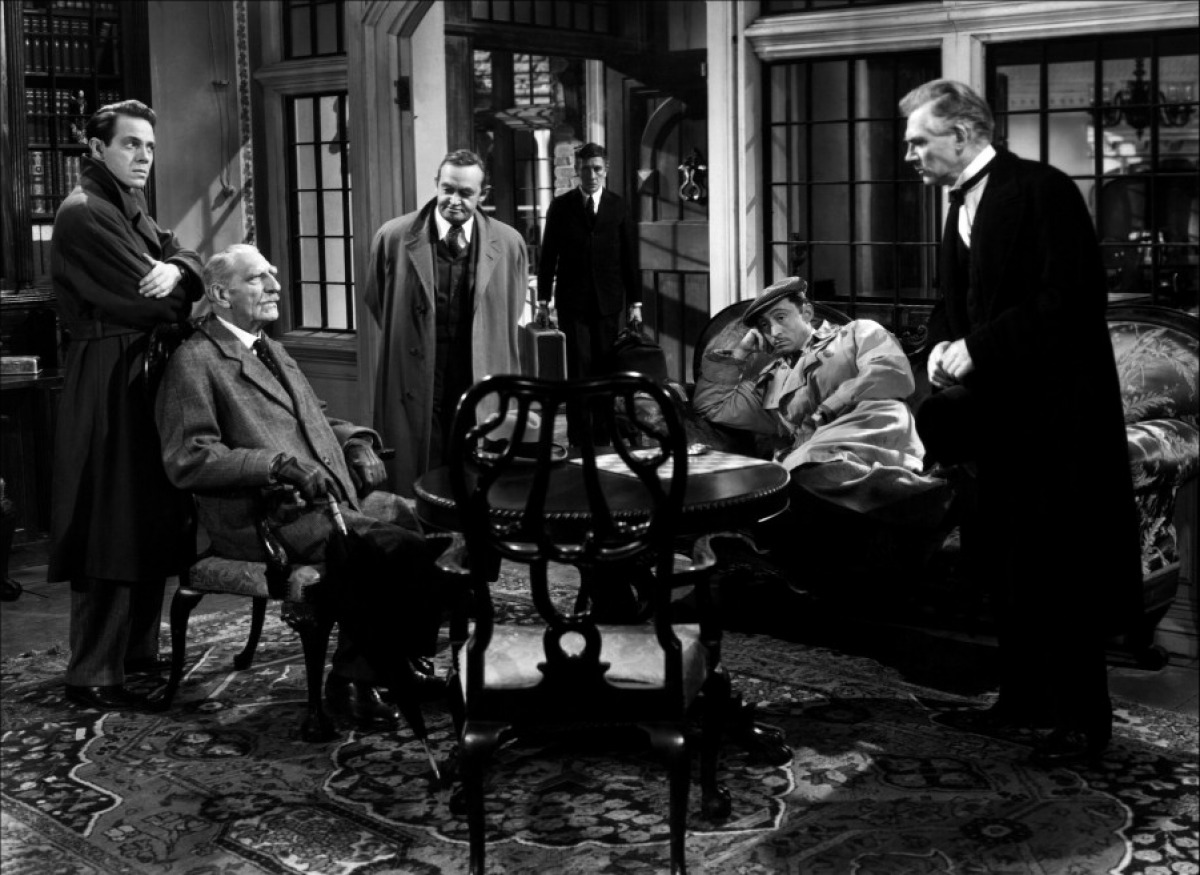
左起：路易·海華德、C·奧布雷·史密斯、巴里·菲茨杰拉德、理查德·海登、米沙·奧爾和沃尔特·休斯顿，《恐怖謀人屋》（1945年）

- 巴里·菲茨杰拉德 饰 弗朗西斯·J·昆坎农法官
- 沃尔特·休斯顿 饰 爱德华·G·阿姆斯特朗医生
- 路易·海華德（英语：Louis Hayward） 饰 菲利普·隆巴德/查尔斯·莫利
- 羅蘭·揚（英语：Roland Young） 饰 威廉·亨利·布洛尔侦探
- 瓊·杜普雷斯（英语：June Duprez） 饰 薇拉·克雷索恩
- 米沙·奧爾（英语：Mischa Auer） 饰 普林斯·尼基塔·斯塔洛夫
- C·奧布雷·史密斯（英语：C. Aubrey Smith） 饰 约翰·曼德雷克将军爵士
- 朱迪丝·安德森 饰 埃米莉·布伦特
- 理查德·海登（英语：Richard Haydn） 饰 托马斯·罗杰斯
- 奎妮·里歐納德（英语：Queenie Leonard） 饰 埃塞尔·罗杰斯
- 哈里·瑟斯頓 饰 弗雷德·纳拉科特

## 反响
在1945年首映時，《纽约时报》的波斯利·克勞瑟寫道：“雷内·克萊爾製作了一部激動人心的電影，並以幽默和輕鬆的恐怖風格導演了出色的演員陣容。恐怖的誘惑被明智地消除了。”這部電影讓觀眾「因為恐懼和顫抖，而不是因為血腥」而參與其中。个别演员的表演受到讚揚，特別是沃尔特·休斯顿和巴里·菲茨杰拉德。然而， 《綜藝》雜誌將這部電影描述為“沉悶的偵探电影”，“很少產生懸念，儘管有殺戮，但看起來什麼也沒發生過”。《綜藝》認為，大多數演員陣容似乎都不合適。
影評人萊納德·馬爾汀給這部電影打了四星（滿分四星），稱其為“高度懸疑”，並讚揚了電影的劇本、配樂和視覺效果。在爛番茄上，根據12條評論，該片的支持率為100%，加權平均評分為8.1/10。

## 獎項
本片榮獲1946年洛迦诺国际电影节金豹獎和最佳導演獎。

## 發行和版權
雖然本片是由一家大製片廠二十世紀福斯發行的，但版權被允許失效，並且該電影現在屬於公有领域。数個不同品質的不同版本已經發佈為家庭視訊格式。
電影的名稱有時會根據發布者的不同而有所不同。1960年7月9日在BBC電視台播出了克萊爾的这部電影，《广播时报》將片名改為《十個小黑人》（Ten Little Niggers），這是小說在英國出版时原来的標題。

## 其他改编
克里斯蒂的这部小说后来还被多次改编为电影，如《一個都不留》（1965年）《天網恢恢》（1974年）《十个小黑人》（1987年）和《无人生还》（1989年）。